# Tamil United Liberation Front
Tamil United Liberation Front, TULF, är ett politiskt parti i Sri Lanka. Partiet ingår för närvarande i Tamil National Alliance, en allians av flera tamilska partier i Sri Lanka. Alliansen fick 6,9 procent av rösterna i det senaste parlamentsvalet (2004), vilket gav den 22 av 225 platser i parlamentet.
TULF är arvtagare till Tamil United Front, TUF, som bildades 1972 av flera tamilska partier, bland dem  All Ceylon Tamil Congress och Federal Party. TUF ombildades 1976 till TULF, som antog ett program som byggde på kravet på en självständig tamilsk stat, Tamil Eelam, i norra och östra Sri Lanka. I valet 1977 vann TULF en jordskredsseger i de tamilskdominerade delarna av landet.
1983 gjordes ett tillägg till Sri Lankas konstitution, vilket innebar att det blev olagligt att arbeta för en delning av Sri Lanka. TULF:s 16 parlamentsledamöter valde då att lämna sina platser i parlamentet.